# Circaea sterilis
Circaea sterilis là một loài thực vật có hoa trong họ Anh thảo chiều. Loài này được Boufford mô tả khoa học đầu tiên năm 2005.